# Ліпінкі (Холмський повіт)
Ліпінкі (пол. Lipinki) — село в Польщі, у гміні Жмудь Холмського повіту Люблінського воєводства. Населення — 82 особи (2011).

## Історія
За даними етнографічної експедиції 1869—1870 років під керівництвом Павла Чубинського, у селі здебільшого проживали греко-католики, які розмовляли українською мовою.
У 1975—1998 роках село належало до Холмського воєводства.

## Демографія
Демографічна структура станом на 31 березня 2011 року:
|          | Загалом | Допрацездатний вік | Працездатний вік | Постпрацездатний вік |
| -------- | ------- | ------------------ | ---------------- | -------------------- |
| Чоловіки | 44      | 12                 | 27               | 5                    |
| Жінки    | 38      | 9                  | 17               | 12                   |
| Разом    | 82      | 21                 | 44               | 17                   |